# 미겔 앙헬 아스투리아스
미겔 앙헬 아스투리아스 로살레스(Miguel Ángel Asturias Rosales, 1899년 10월 19일 ~ 1974년 6월 9일)는 과테말라의 소설가, 시인, 극작가, 언론인, 외교관으로, 1967년에 노벨 문학상을 수상한 인물이다. 그는 라틴 아메리카 문학이 세계 문학에서 중요한 자리를 차지하는 데에 큰 기여를 한 인물이자 라틴 아메리카의 마술적 사실주의 문학을 일으킨 인물로 평가받고 있다.
그는 1899년에 과테말라 시에서 태어났으며 1923년에 산 카를로스 데 과테말라 대학을 졸업, 같은 해에 프랑스 파리의 소르본 대학으로 유학했다. 그는 소르본 대학에서 고대 중앙아메리카 문명에 관한 연구를 진행했으며 이 때부터 시와 소설을 쓰기 시작했다. 이후 그는 1930년에 《과테말라의 전설 (Leyendas de Guatemala)》이라는 책을 썼다.
그는 1933년에 과테말라로 귀국하면서 언론인과 외교관으로 근무하기 시작했으며 소설 《대통령 각하 (El Señor Presidente)》(1946년 작)와 《옥수수의 인간 (Hombres de maíz)》(1949년 작), 《강풍 (Viento fuerte)》(1950년 작), 《녹색의 교황 (El Papa verde)》(1953년 작)을 썼다.
그는 1954년에 과테말라에서 쿠데타가 일어나자 아르헨티나로 망명했으며 그 곳에서 8년 동안의 망명 생활을 보냈다. 그는 1960년에 소설 《죽은 자들의 눈 (Los ojos de los enterrados)》을 썼으며 1963년에 소설 《물라타 (Mulata de tal)》를 썼다. 이후 그는 1966년에 과테말라 정부로부터 프랑스 주재 대사로 임명되었으며 같은 해에 소련 정부로부터 레닌 평화상을 받았다. 그는 1967년에 노벨 문학상을 수상했다.